# Constance Mauny
Constance Mauny (Chambray-lès-Tours, 1998. december 17. –) francia válogatott kézilabdázó, balszélső. A Chambray Touraine és a francia válogatott játékosa.

## Pályafutása

### A klubcsapatokban
Constance Mauny Chambray-lès-Tours-ban született és kézilabda pályafutását is itt kezdte meg 16 éves korában. 4 évig erősítette a Chambray-i csapatot. 2017 decemberében biztossá vált, hogy Mauny 2018 nyarától csatlakozik a Brest csapatához.

### A válogatottban
Mauny játszott a francia junior válogatottban is, 2014-től 2018-ig erősítette a francia junior válogatottat. A francia felnőtt válogatottban 2018-ban mutatkozott be, és azóta erősíti a francia felnőtt csapatot.

## Sikerei, díjai
- EHF Junior Európa-bajnokság
  -  Aranyérmes: 2017, Szlovénia